# Doratura
Sagatus — рід цикадок із ряду клопів.

## Опис
Цикадки розміром 3—5 мм. Помірно стрункі, злегка дорсовентрально сплощені, зазвичай короткокрилі, тім'я плоске. На території колишнього СРСР є 16 видів.

## Систематика
У складі роду:
- Doratura arenicola Logvinenko, 1975
- Doratura astrachanica Vilbaste, 1961
- Doratura concors Horváth, 1903
- Doratura exilis Horváth, 1903
- Doratura heterophyla Horváth, 1903
- Doratura homophyla (Flor, 1861)
- Doratura horvathi Wagner, 1939
- Doratura iblea D'Urso, 1983
- Doratura impudica Horváth, 1897
- Doratura ivanovi Kusnezov, 1928
- Doratura kusnezovi Vilbaste, 1961
- Doratura littoralis Kuntze, 1937
- Doratura medvedevi Logvinenko, 1961
- Doratura paludosa Melichar, 1897
- Doratura salina Horváth, 1903
- Doratura stylata (Boheman, 1847)
- Doratura venata Dlabola, 1959